# Ciprus földrajza
Ciprus a Földközi-tenger harmadik, és a Föld 80. legnagyobb szigete, aminek területe 5895 km². A sziget a Földközi-tenger keleti medencéjében fekszik. A hozzá legközelebbi eső szárazföld északra a Törökországhoz tartozó Kis-Ázsia (70 kilométer), keletre Szíria (kb. 100 kilométer), délre Egyiptom (körülbelül 350 kilométer), nyugatra pedig a görög szigetvilág (Rodosz kb. 400 kilométer, Kárpáthosz kb. 460 kilométer).

## Természetföldrajz

### Domborzat
A sziget domborzatát három tájegység – két hegység és egy közéjük ékelődő síkság – határozza meg. A Tróodosz-hegység, a sziget nyugati és középső területeire terjed ki és itt található a sziget legmagasabb pontja az 1951 méter magas Ólimbosz-hegy. A vékony Kerínia-hegység, az északi partvonal mentén húzódik el. A két hegység között terül el a Mezaoria-síkság. 

### Éghajlat

#### Csapadék
A sziget mediterrán éghajlatú, forró, csapadékban szegény nyarak és enyhe, csapadékos telek jellemzik. Nyaranta ugyanis a passzátszélnek a Szahara irányából érkező, leszálló ága éri a szigetet. A passzátszél leszálló ága azonban a téli időszakban délebbre tolódik, így a mérsékelt öv ciklonjai elérik a térséget és ez csapadékos időt eredményez.
A csapadék éves mennyisége átlagosan 480 milliméter volt az 1951–1980 közötti időszakban. A csapadék mennyiségében jelentős kilengések is tapasztalhatóak az egyes évek között és statisztikai értékelés szerint a mennyiség folyamatosan csökken az elmúlt évtizedekben. A csapadék eloszlása területileg, egyenetlen: a hegyvidékeken 450–1100, a síkságokon és tengerparti területeken 300–350 milliméter csapadék hull átlagosan. A havazás az alföldeken és a Kerínia-hegységben ritka jelenség. Az 1000 méter feletti területeken azonban rendszeresen havazik december eleje és április közepe között – a Tróodosz egyes területein hóréteg is kialakul, akár síelésre alkalmas mennyiségben is.

#### Hőmérséklet
A hőmérsékletet a tengerszint feletti magasság befolyásolja: 1000 méterenként átlagosan 5 °C-kal van hűvösebb. Szintén hatást gyakorol a hőmérsékletre a tenger távolsága: a tengerparti területeken mind a téli hideg, mind a nyári meleg mérsékeltebb.
Januárban az átlagos hőmérséklet 10 °C körül alakul az alföldeken és az átlagos minimum ugyanitt 5 °C ebben az időszakban. Ugyanebben az időszakban a hegyvidékekre és 5-6 °C-os átlagos hőmérséklet és 0 °C-os átlagos minimum hőmérséklet jellemző.  júliusban 35 °C.
Július–augusztusban az alföldeket 29 °C-os átlagos hőmérséklet jellemzi és az átlagos maximum 36 °C körül alakul itt. A hegyvidékeken ezekben a nyári hónapokban 29 °C-os átlag a jellemző 27 °C-os átlagos maximum hőmérséklet mellett. Az eddig mért legmagasabb hőmérséklet 45,6 °C volt, amelyet 2010 augusztus 1-jén mértek Nicosiában.

### Vízrajz

#### Folyóvizek
Ciprus legtöbb vízfolyása a Tróodoszban ered. A sziget jelentős folyóval nem rendelkezik, leghosszabb vízfolyása a 96 kilométeres Pedieosz. A patakok és folyók vízhozama igazodik a szezonális csapadékeloszláshoz: a nyári hónapokban Ciprus egyik vízfolyására sem jellemző, hogy a meder teljes hosszában víz lenne, a legtöbb csak az év 3-4 hónapjában szállít vizet, az év többi szakaszában a meder száraz. Csak a Tróodosz néhány folyóját jellemző, hogy egész évben víz van a mederben.

#### Állóvizek
A szigeten öt természetes tó található, amelyek sóstavak, vagy brakkvízűek. Ezek a tavak – az évszakok váltakozásával összhangban – időnként kiszáradnak.
A természetes tavakon kívül Cipruson 108 víztározó található, amelyekben a téli csapadékot tárolják, hogy a száraz időszakokban ezek segítségével csökkentsék a vízhiányt. A használat következtében a tározók az év száraz időszakának végére ki is ürülhetnek, kiszáradhatnak. A tározók összkapacitása meghaladja a 330 millió köbmétert.

## Társadalomföldrajz

### Politika
A sziget geológiai szempontból Ázsiához tartozik, mivel az ázsiai kontinentális talapzaton található. A szigeten fekvő Ciprusi Köztársaság ugyanakkor kulturális és politikai szempontból is Európa része. 
A szigetország északi részének 37%-át Törökország 1974 óta megszállva tartja, ott a csak Törökország által elismert Észak-ciprusi Török Köztársaság szakadár állam működik. A köztársaság és a szakadár állam között húzódik az ENSZ ellenőrzése alatt álló demilitarizált övezet, a Zöld vonal. A sziget területének további 254 km²-ét foglalja el az Egyesült Királyság két szuverén területe, Akrotíri és Dekélia, amelyeken brit katonai támaszpont működik.

### Gazdaság
A megművelhető területek 1654,33 km² tesznek ki, ami az ország teljes területének 18%-a.